# Säckstation

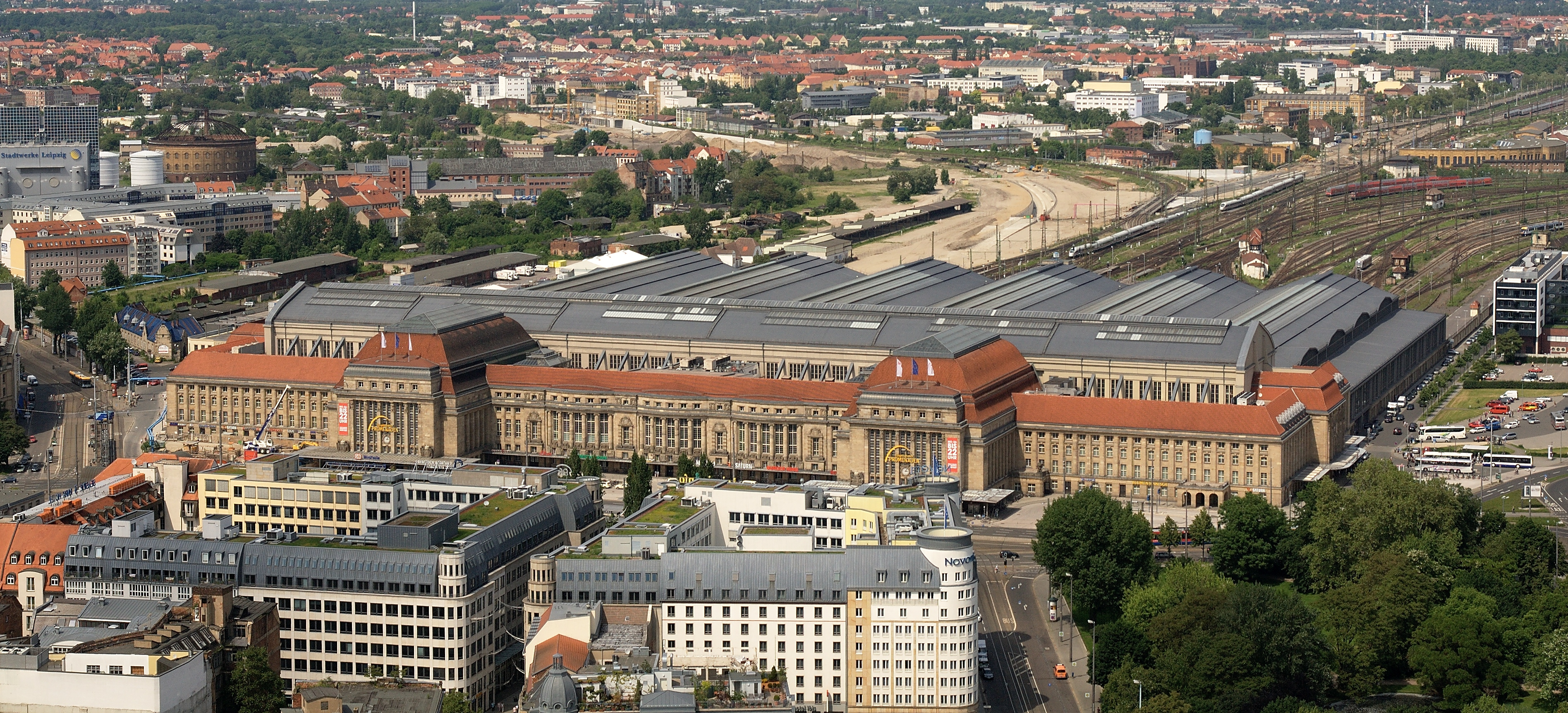
Hauptbahnhof i Leipzig anses vara världens största säckstation sett till golvyta

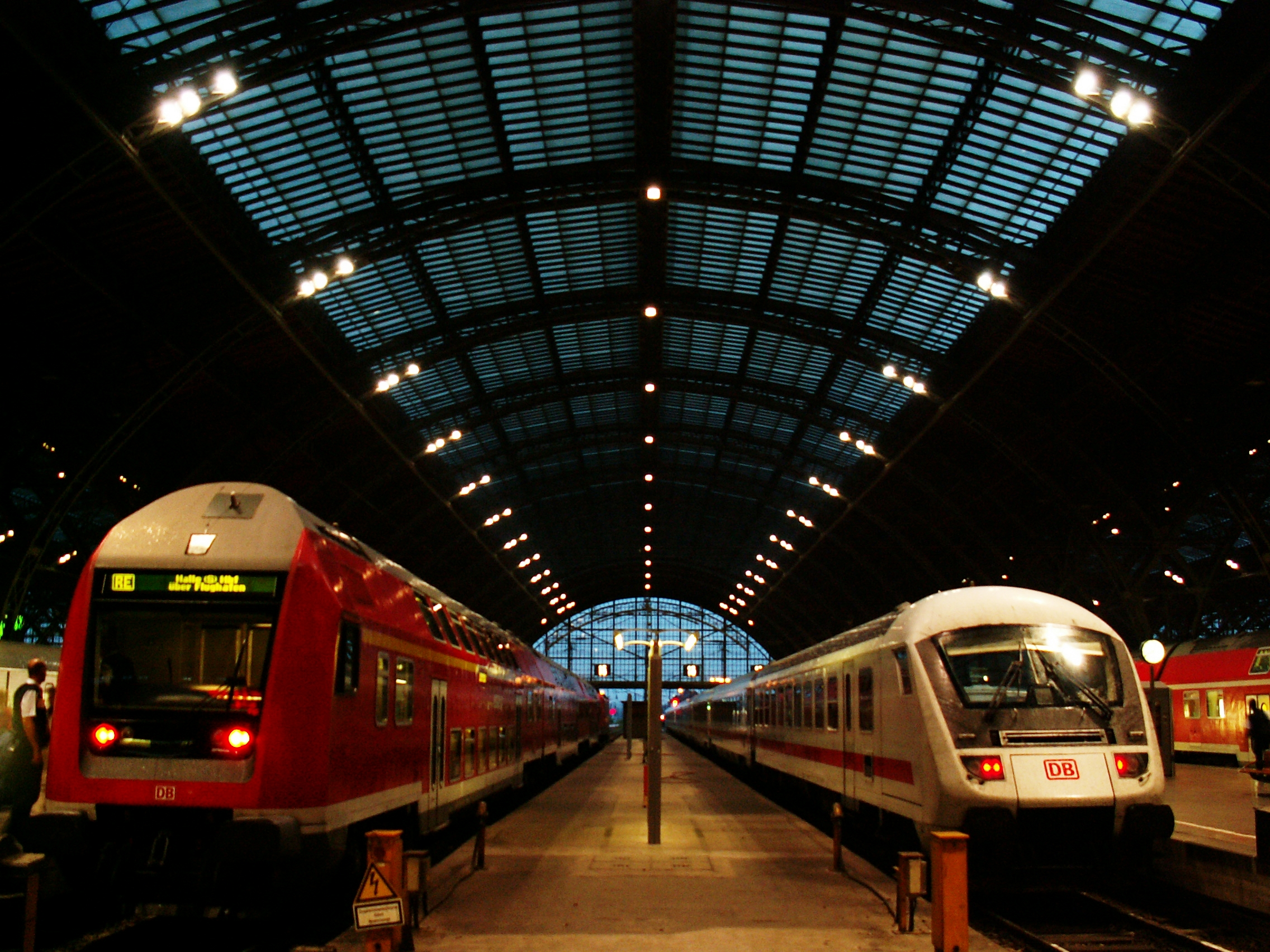
Banhallen på Hauptbahnhof i Leipzig inifrån

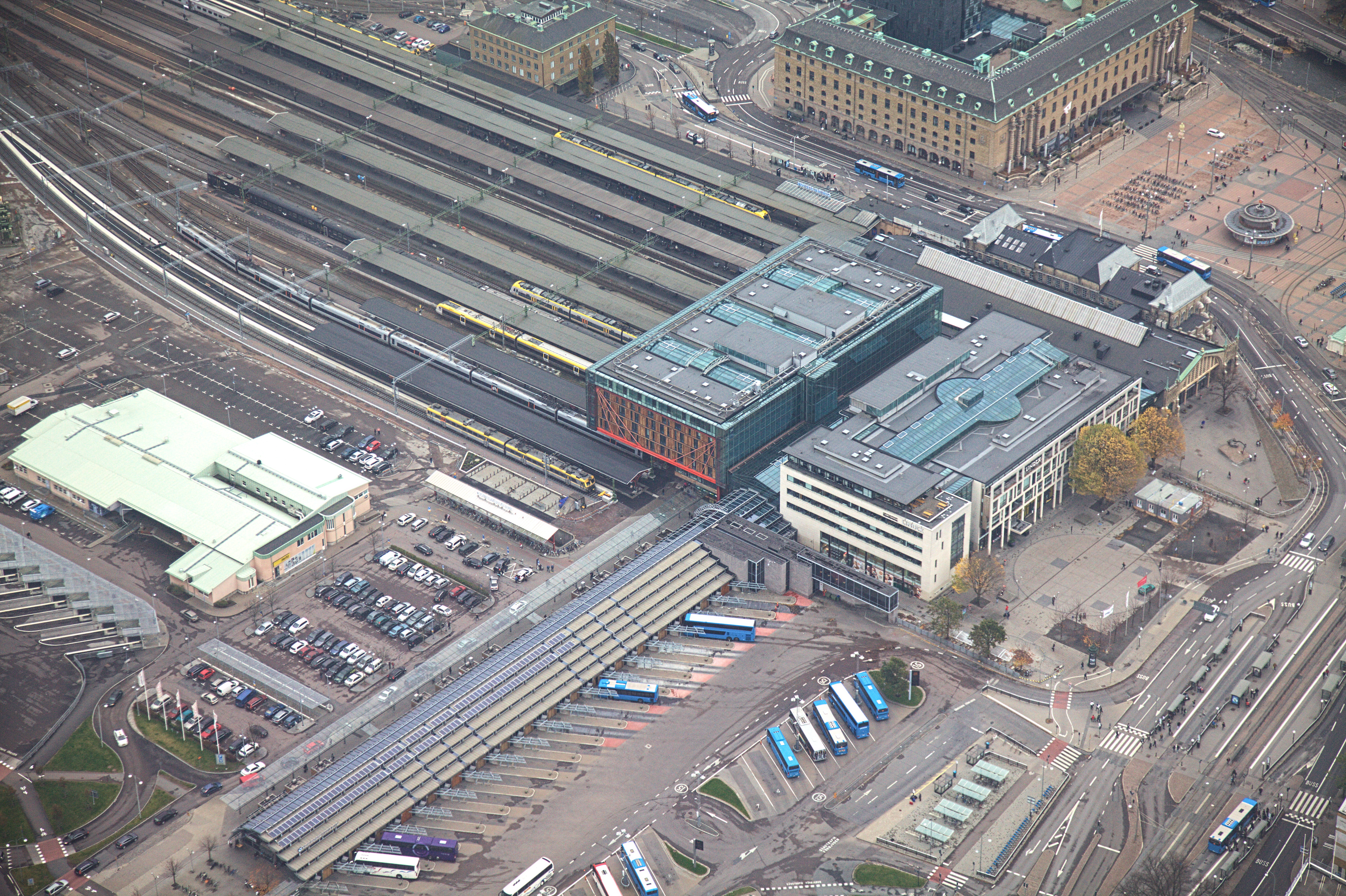
Göteborgs centralstation är en typisk säckstation

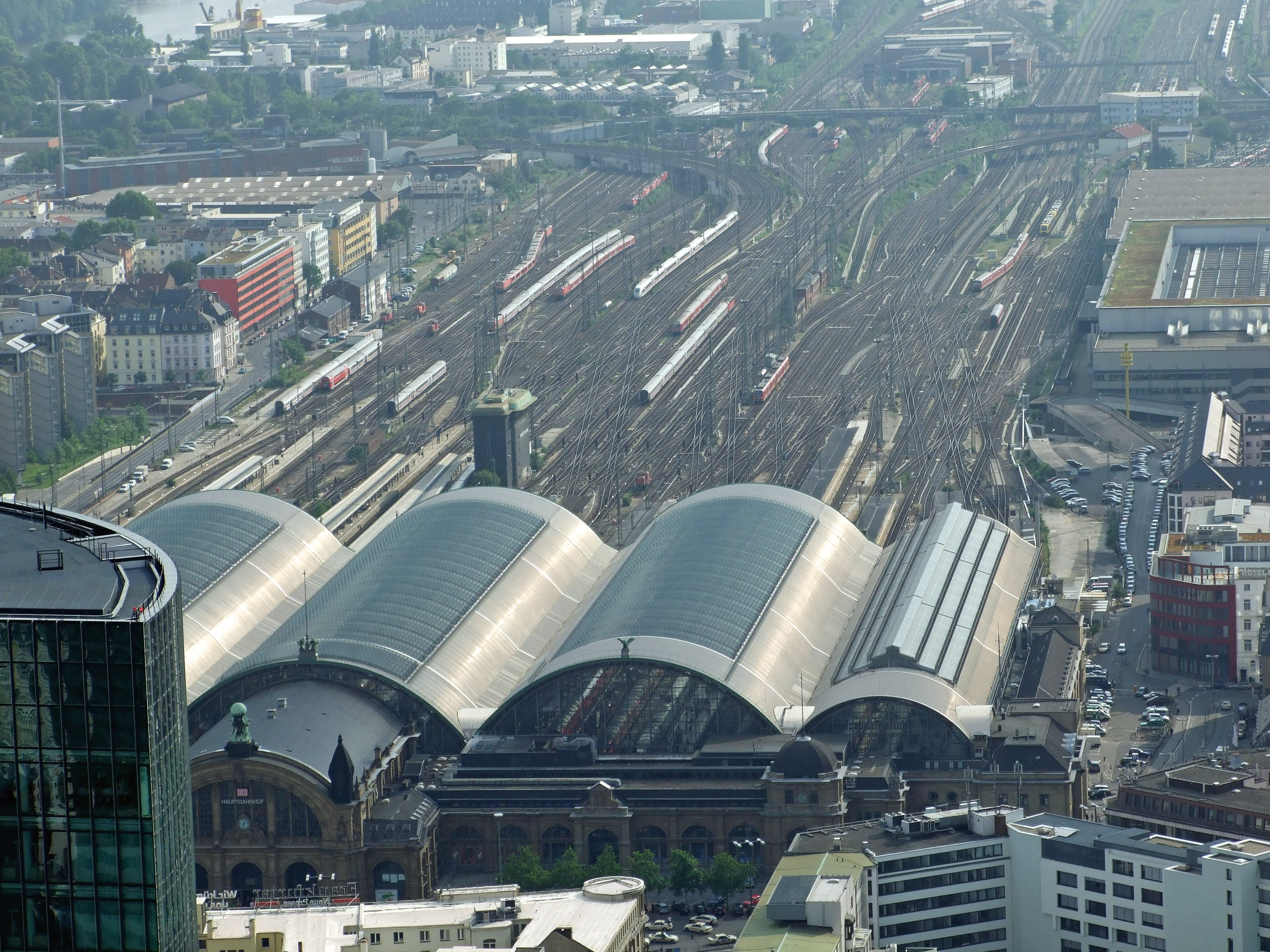
Frankfurt Hauptbahnhof

En säckstation är en typ av järnvägsstation där alla järnvägsspår slutar, och tågen därför måste byta färdriktning för att lämna järnvägsstationen. Som namnet antyder fungerar stationen som en säck, det finns bara en väg ut.
Fördelar med en säckstation är att det bara behövs anslutningsspår i en riktning, vilket sparar mark (som är värdefull i stadskärnor), och att perrongerna kan byggas ihop så att passagerare slipper höjdskillnader. Nackdelen är att trafiken blir mer invecklad.

## Historia
I en del storstäder finns flera säckstationer därför att trafiken ursprungligen planerats bara till och från staden, varje linje individuellt. I vissa storstäder som London innebär detta att varje station har hand om trafiken mot en viss riktning, så att tåg mot till exempel Birmingham går från en station som ligger i riktning mot Birmingham, tåg mot Brighton går från en annan station som ligger i den riktningen och så vidare. En viktig anledning till det var att järnvägar ofta byggdes av privata bolag som byggde var sin station. Varje station byggdes vid var sin tidpunkt och lagom stor för sin linje. Så var det i Göteborg, där det fanns minst tre stationer ganska nära varandra: SJ:s, Bergslagsbanans och Västgötabanans stationer.
I många länder såsom Sverige, Italien, Danmark, Norge och Tyskland har man efter hand samlat trafiken till en centralstation. Antingen har man utvidgat en av säckstationerna (till exempel Göteborg, München och Rom) eller gjort en viktig station genomgående genom att bygga en sträcka rakt genom staden i tunnel (till exempel Köpenhamn och Oslo) eller på marken mitt i centrum (till exempel Stockholm och Hamburg). I till exempel London, Paris och Moskva är det fortfarande ett antal säckstationer.
På 1800-talet kunde ångloken inte gå så lång sträcka innan de måste bytas ut för tidskrävande lastning av kol, vatten och tömning av aska m.m. Det var lättare att byta lok på en säckstation, bara att ansluta ett lok i andra änden, därför hade man inget emot säckstationer järnvägstekniskt.  För passagerarna är säckstationer praktiska eftersom man kan nå spåren utan att behöva gå i trappor eller över spåren. På större linjer undviker man att låta passagerarna gå över spåren, och trappor behövs då på icke-säckstationer, ibland finns rulltrappor.

## Trafikproblem
Ett problem är att in- och utgående tåg måste korsa varandra vid dubbelspår, det minskar kapaciteten. Ibland minskar man det problemet, genom att ha nedsänkta spår som korsar övre spår, vilket ökar spårkapaciteten, till exempel norra utfarten från Stockholm C. Om det går linjer åt flera håll försöker man tilldela spår på stationen så olika linjers tåg inte korsar varandra, till exempel på Göteborg C.
Säckstationer har för loktåg nytta av ett extra spår, där loket kan köra tillbaka, för att kopplas in i andra ändan av tåget, en så kallad rundgång. Vanligare är att man växlar fram ett nytt lok till andra änden. När tåget gått kan det gamla loket användas till ett annat tåg. Denna trafik med ensamma lok är ett av säckstationens problem. Om spåret bredvid har ett ensamt lok stående från ett tidigare tåg kan det användas utan så mycket påverkan på andra spår. Det spåret kan dock inte användas till tåg under tiden.
Alla tåg nyttjar dock inte alltid de genomgående spåren vid en större genomgångsstation, till exempel Stockholm C för tåg söderifrån, varför behov av uppställning behövs. Det problemet kan minskas genom att fortsätta köra tåget efter stoppet till en särskild serviceplattform där tåget kan städas och fyllas på. Sådana finns norr om Stockholm C och öster om Kastrup i Köpenhamn. Den norr om Stockholm C ligger mellan huvudspåren så att vändande tåg inte korsar huvudspår i onödan. I Kastrup har man en planskild anslutning till serviceanläggningen. Man kan låta regionala tåg fortsatta i samma riktning som en ny linje. Till exempel fortsätter tågen Linköping-Stockholm på linjen Stockholm-Gävle.
Någonstans måste tåglinjer avslutas, vare sig det är vid en säckstation eller genomgående station, så problemet finns ändå. Om en säckstation däremot trafikeras av många genomgående tåg (som inte vänder tillbaka utan fortsätter vidare) blir det onödiga problem, med fördröjning på grund av att föraren ska byta plats och tågen är i vägen för varandra. Så är det till exempel i Kristianstad och Tomelilla, och var förut i Laxå, Malmö, Mellerud, Ånge mfl.

## Svenska säckstationer

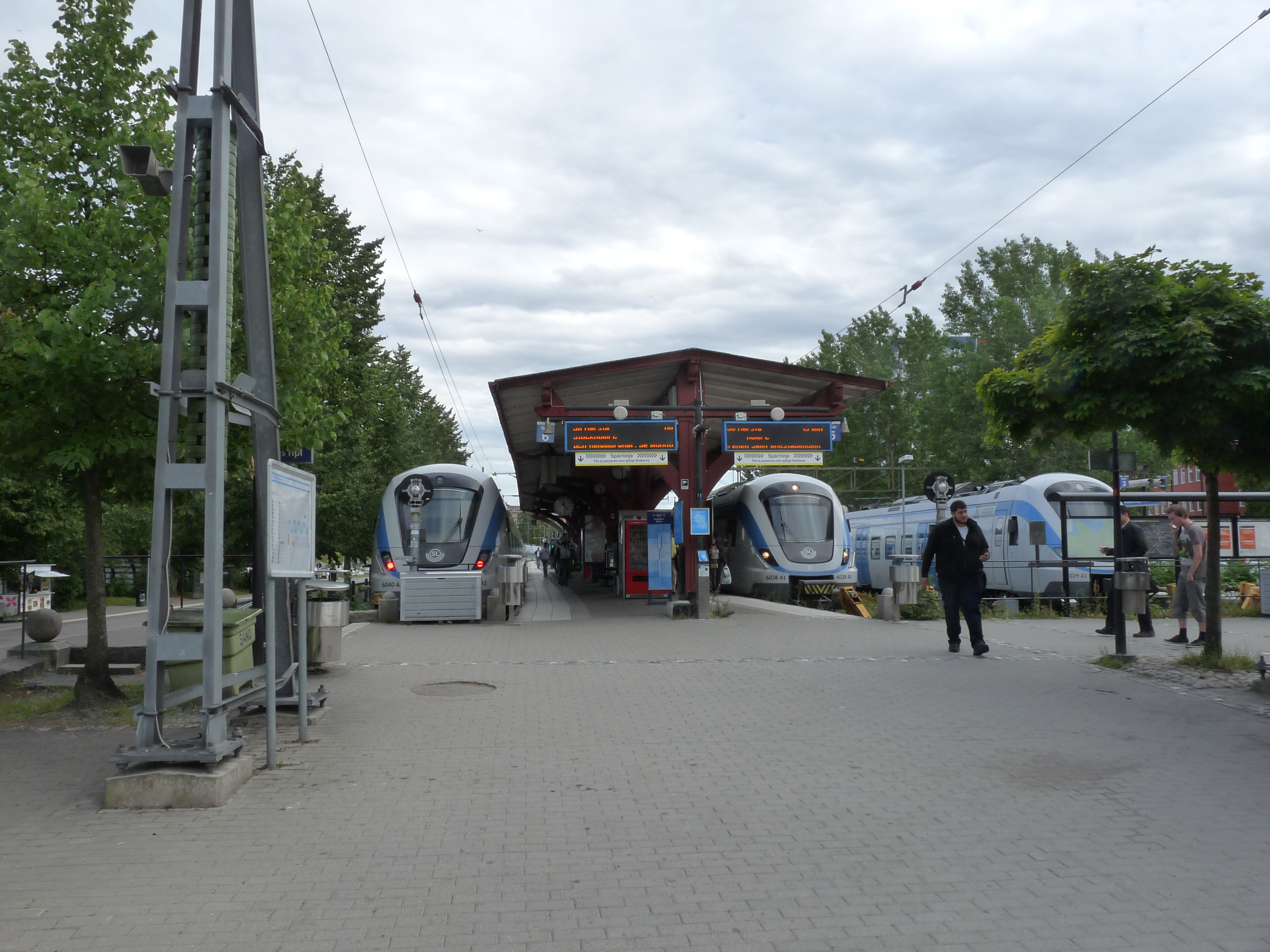
Södertälje centrum

Exempel på säckstationer är Göteborgs centralstation, Karlskrona, Kalmar, Nynäshamn, Simrishamn, Strömstad, Södertälje C, Tomelilla och Torsby. Roslagsbanan och Saltsjöbanan har tillsammans sju säckstationer, bland annat Stockholms östra. Den största säckstationen i Sverige är Göteborg C med 16 spår, och den minsta Saltsjöbanans plattform i Slussen med 1 spår. Göteborg C har som mest drygt 20 avgångar i timmen.
Det finns även stationer med genomgående godsspår som för persontåg trafikeras som en säckstation. Detta gäller för Sverige bland annat vid Kristianstad C, Morastrand, Oskarshamn, Luleå och Västervik.
Stockholm C (spår 1-7), Malmö C (övre delen), Alingsås, Arboga, Bålsta, Herrljunga, Jönköping, Karlstad C, Kungsbacka, Uppsala C och många fler stationer har genomgående spår, men också säckspår som används för tåg som har ändstation där.
Efter Citytunnelns invigning är Malmö C inte längre en säckstation. I Göteborg byggs Västlänken (beräknad invigning 2030) som på motsvarande sätt kompletterar Göteborg C med fyra underjordiska perrongspår för genomgående trafik.